# Championnat d'Aruba de football 2002
Navigation
Saison suivante
La saison 2002 du Championnat d'Aruba de football est la dix-septième édition de la Division di Honor, le championnat de première division à Aruba. Les dix meilleures équipes de l'île sont regroupées au sein d’une poule unique où elles s’affrontent au cours de plusieurs phases, avec des qualifications successives, jusqu'à la poule finale. Le dernier du classement est relégué et remplacé par le champion de Division Uno, la seconde division arubaise.
C'est le SV Racing Club Aruba qui est sacré cette saison après avoir terminé en tête de la poule pour le titre, devant le tenant du titre, le SV Deportivo Nacional et l'un des promus, le SV Britannia. Il s’agit du dixième titre de champion d'Aruba de l’histoire du club.

## Les clubs participants
- SV Racing Club Aruba
- SV Britannia - Promu de Division Uno
- SV Dakota
- SV Deportivo Nacional
- SV Brazil Juniors
- SV Sportboys - Promu de Division Uno
- River Plate Aruba - Promu de Division Uno
- SV Estrella
- SV Independiente Caravel
- SV Juventud Tanki Leendert

## Compétition
Le barème utilisé pour établir le classement est le suivant :
- Victoire : 3 points
- Match nul : 1 point
- Défaite : 0 point

### Saison régulière
| Rang | Équipe                     | Pts | J  | G  | N | P  | Bp | Bc | Diff |
| ---- | -------------------------- | --- | -- | -- | - | -- | -- | -- | ---- |
| 1    | SV Racing Club Aruba       | 47  | 18 | 15 | 2 | 1  | 80 | 17 | +63  |
| 2    | SV Estrella                | 35  | 18 | 10 | 5 | 3  | 33 | 19 | +14  |
| 3    | SV Deportivo NacionalT     | 33  | 18 | 9  | 6 | 3  | 34 | 17 | +17  |
| 4    | SV Independiente Caravel   | 32  | 18 | 9  | 5 | 4  | 17 | 16 | +1   |
| 5    | SV BritanniaP              | 27  | 18 | 7  | 6 | 5  | 33 | 24 | +9   |
| 6    | SV Dakota                  | 22  | 18 | 5  | 7 | 6  | 30 | 26 | +4   |
| 7    | River Plate ArubaP         | 21  | 18 | 6  | 3 | 9  | 27 | 42 | -15  |
| 8    | SV SportboysP              | 16  | 18 | 4  | 4 | 10 | 20 | 33 | -13  |
| 9    | SV Juventud Tanki Leendert | 15  | 18 | 4  | 3 | 11 | 21 | 44 | -23  |
| 10   | SV Brazil Juniors          | 1   | 18 | 0  | 1 | 17 | 10 | 67 | -57  |

|  | Qualification pour le Buelta di 6             |
|  | Relégation directe en Division Uno            |
|  | T : Tenant du titre P : Promu de Division Uno |

### Buelta di 6
| Rang | Équipe                   | Pts | J  | G | N | P | Bp | Bc | Diff |
| ---- | ------------------------ | --- | -- | - | - | - | -- | -- | ---- |
| 1    | SV Racing Club Aruba     | 23  | 10 | 7 | 2 | 1 | 33 | 15 | +18  |
| 2    | SV Deportivo NacionalT   | 14  | 10 | 4 | 2 | 4 | 16 | 15 | +1   |
| 3    | SV BritanniaP            | 12  | 10 | 3 | 3 | 4 | 13 | 12 | +1   |
| 4    | SV Estrella              | 11  | 10 | 2 | 5 | 3 | 13 | 19 | -6   |
| 5    | SV Independiente Caravel | 10  | 10 | 2 | 4 | 4 | 8  | 13 | -5   |
| 6    | SV Dakota                | 10  | 10 | 2 | 4 | 4 | 11 | 20 | -9   |

|  | Qualification pour la poule finale            |
|  | T : Tenant du titre P : Promu de Division Uno |

### Poule finale
| Rang | Équipe                 | Pts | J | G | N | P | Bp | Bc | Diff |  | Résultats (▼ dom., ► ext.) | Rac | DNa | Bri |
| ---- | ---------------------- | --- | - | - | - | - | -- | -- | ---- |  | -------------------------- | --- | --- | --- |
| 1    | SV Racing Club Aruba   | 7   | 4 | 2 | 1 | 1 | 14 | 4  | +10  |  | SV Racing Club Aruba       |     | 1-1 | 6-0 |
| 2    | SV Deportivo NacionalT | 5   | 4 | 1 | 2 | 1 | 4  | 4  | 0    |  | SV Deportivo NacionalT     | 2-1 |     | 1-1 |
| 3    | SV BritanniaP          | 4   | 4 | 1 | 1 | 2 | 3  | 13 | -10  |  | SV BritanniaP              | 1-6 | 1-0 |     |

|  | Champion d'Aruba 2002                         |
|  | T : Tenant du titre P : Promu de Division Uno |

## Bilan de la saison
| Championnat d'Aruba de football 2002 |                                  |
| Champion                             | SV Racing Club Aruba (10e titre) |
| Qualifications continentales         |                                  |
| CFU Club Championship 2003           | Aucun                            |
| Promotions et relégations            |                                  |
| Promus en Division di Honor          | SV La Fama                       |
| Relégués en Division Uno             | SV Brazil Juniors                |